# Iglesia católica en Filipinas

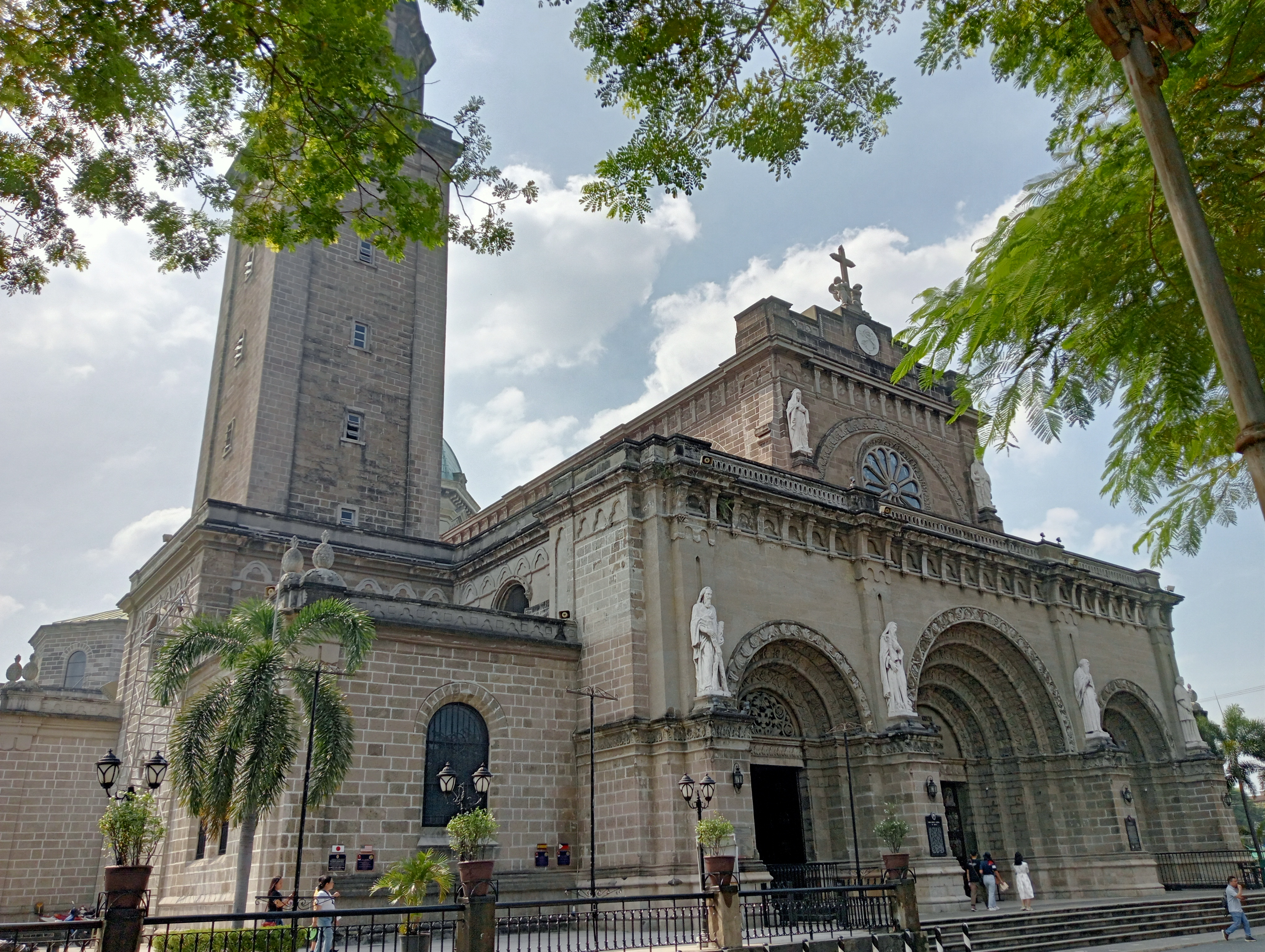
Vista de la catedral metropolitana de Manila

La Iglesia católica cuenta en Filipinas actualmente cuenta con una población de 103 775 000 habitantes, de los cuales 81 605 000 son católicos, el 82,3% del total, según las estadísticas publicadas por la Santa Sede,siendo éste el país con más católicos de Asia y el tercero en el mundo después de Brasil y México. El Primado de las islas es tradicionalmente el Arzobispo de Manila. El arzobispo actual es Su Eminencia el Cardenal José Advíncula y su sede es la Catedral Basílica Metropolitana de la Inmaculada Concepción, en Intramuros (Manila). Su domicilio oficial es la Villa San Miguel, en Mandaluyong.

## Territorios eclesiásticos
En Filipinas hay 86 circunscripciones eclesiásticas: 16 archidiócesis, 72 diócesis, 4 prelaturas territoriales, 7 vicarías apostólicas y una ordinaria militar.

## Historia

### Como parte del Imperio Español

#### Los primeros misioneros
Durante los siglos XVI y XVII, España tuvo tres razones principales para colonizar Filipinas:
- Participar en el comercio de especias, entonces dominado por Portugal.
- Aprovechar la situación geográfica de Filipinas, tanto para el comercio como para extender el cristianismo a las civilizaciones avanzadas de China y Japón.
- Y, por último, cristianizar a los pueblos del archipiélago.

Si bien muchos libros de historia sostienen que la primera Santa Misa en Filipinas se llevó a cabo el domingo de Pascua de 1521, hay otras reivindicaciones sobre que hay evidencias de que se hizo en otro lugar. Algunos libros dicen que esto fue hecho en el mismo día en una pequeña isla cerca de la actual provincia de Bukidnon. Pero hay leyendas también que dicen que San Francisco Javier, en su camino a Japón, se detuvo en una isla perteneciente a la actualidad a Pangasinán, celebrando una ceremonia antes de la entrada real de los españoles en el país. Sin embargo, sólo hay un registro de Misa cristiana en las Filipinas que es demostrable, y éste fue la Misa de Pascua celebrada en la isla-puerto Mazaua el 31 de marzo de 1521. De este episodio dio cuenta el cronista vicentino Antonio Pigafetta.
La expedición de Legazpi de 1565 marcó el comienzo de la hispanización de Filipinas. Esta expedición fue un esfuerzo para ocupar las islas con el menor conflicto posible, ordenada por Felipe II. El lamentable derramamiento de sangre que había tenido lugar previamente en México y Perú lo motivó a actuar de forma pacífica durante estas campañas. El teniente Miguel Lopéz de Legazpi fue el encargado de hacer la paz con los indígenas y mediante la conquista militar rápida, estableció colonias.
En el marco del sistema de encomienda, los filipinos tuvieron que pagar tributo al encomendero de la zona y, a cambio, el encomendero les enseñaba los caminos de la fe cristiana y también los protegía de sus enemigos. Aunque España había utilizado este sistema antes, no estaba funcionando tan efectivamente para los filipinos, como lo hizo en Estados Unidos. Los misioneros no tuvieron tanto éxito en la conversión de los indígenas como habían esperado en el marco del sistema de la encomienda. En 1579, el obispo Salazar y otros clérigos se mostraron indignados porque los encomenderos habían abusado de sus poderes. Aunque los nativos eran resistentes, no podían unirse para llevar a cabo una rebelión colectiva contra los españoles por la dispersión geográfica de su archipiélago, por las diferencias lingüísticas y por la indiferencia mutua. La diócesis de Manila fue creada el 6 de febrero de 1579. En 1595, fue elevada a archidiócesis.

#### Los cambios en la cultura filipina
Con el tiempo, las limitaciones geográficas han desplazado a los indígenas en las denominadas aldeas, que son pequeñas unidades de parentesco que consta de unas 30 a 100 familias. Cada uno de los barangay, al igual que otras sociedades, tenían un sistema de clases. Los jefes patriarcales fueron llamados datus. El Maharlika (otra vez, Mahadlika) eran los nobles y los Timagua (o los Timauas) eran hombres libres. El servil eran una clase dependiente que se confundió con esclavos por los españoles. Las subclases variaban. Los matrimonios mixtos entre hombres libres y la clase dependiente estaba permitido. Los Barangay por lo general estaban en conflicto entre sí y la hostilidad era frecuente. Este fue el sistema que los españoles trataron de someter en su justificación que las clases dependientes eran un grupo oprimido, a pesar de que fracasaron en suprimir completamente el sistema.
La religión y el matrimonio también fueron temas que los misioneros de España quisieron transformar. La poligamia no era algo ajeno a la cultura de las islas, pero sólo los jefes tenían ese privilegio, por ser ricos. El divorcio y las segundas nupcias también eran frecuentes, mientras estuviesen justificadas las razones: la enfermedad, la infertilidad o una mejor esposa potencial justificaban las causas de divorcio. Junto con esas prácticas, los misioneros también mostraron su desacuerdo con las prácticas de pago de dotes, y el pago de "precio de la novia" y "servicio a la novia", por la cual el novio pagaba a su futuro suegro, en oro de ley o con los servicios laborales que ofrecía antes del matrimonio. Los misioneros habían rechazado esto porque sentían que ponerle precio a la novia era un acto de venta de la hija y los servicios de trabajo en el hogar del padre permitían las relaciones prematrimoniales entre el novio y la novia, lo que contradecía las creencias cristianas.
La religión de los nativos antes de la conquista incluía tanto cultos monoteístas como politeístas. Bathalá (de los Tagalos del Luzón central) o de Laon (de los Bisayos de las islas centrales) fue el máximo creador por encima de otros dioses y diosas inferiores. Los nativos también adoraban la naturaleza y rezaban a los espíritus de sus antepasados, a los que también hacían sacrificios. La magia y la superstición existían también entre los nativos. Con la evangelización, los españoles alegaban estar liberando a los nativos de sus prácticas y mostrarles el camino correcto hacia Dios.
En 1599, se inició la negociación entre un número de jefes y sus hombres libres y los españoles. Los indígenas acordaron presentar a la regla de un rey castellano y, a cambio, los nativos fueron adoctrinados en el cristianismo y fueron protegidos de sus enemigos, sobre todo los japoneses, los chinos y los piratas musulmanes. Sin embargo, los esfuerzos de conquista y conversión no eran ni tan fáciles ni tan negociables como figuraban en este contrato. Los misioneros se enfrentaron a numerosos obstáculos y los éxitos a lo largo de la ruta de acceso a la cristianización.

#### Dificultades en la expansión del cristianismo
Hay varios factores que obstaculizaban los esfuerzos de los españoles para extender el cristianismo en todo el archipiélago. Un número insuficiente de los misioneros en la isla hacía difícil llegar a todas las personas y a las más difíciles de convertir. Esto se debe también al hecho de que la ruta a las Filipinas era en sí una travesía extrema y parte del clero nunca tuvo la oportunidad de poner un pie en las islas. Algunos clérigos se enfermaron o pasaron años esperando su oportunidad para emprender el viaje, o bien el clima, una vez que llegaban, les era insoportable. Otros misioneros deseaban ir a Japón o China, en lugar de difundir su fe, o estaban más interesados en el mercantilismo. Los españoles también entraron en conflicto con la población china en Filipinas. Los chinos habían instalado tiendas en los mercados filipinos durante la década de 1580 para intercambiar seda y otros productos a cambio de plata mexicana. Los españoles anticipaban revueltas por parte de los chinos y sospechaban constantemente de ellos. El gobierno español dependía en gran medida de la afluencia de plata de México y Perú, ya que apoyaba al gobierno de Manila para continuar con la cristianización del archipiélago.
El aislamiento geográfico obligó a la población filipina a vivir en numerosas aldeas pequeñas, y cada zona tenía un idioma diferente. Además, los frecuentes ataques corsarios de los piratas japoneses Wokou y las incursiones de esclavos por parte de los musulmanes bloquearon los intentos españoles de cristianizar el archipiélago y, para compensar la interrupción de la guerra continua con ellos, los españoles militarizaron a las poblaciones locales, importaron soldados de América Latina y construyeron redes de fortalezas en todas las islas. Como los españoles y sus aliados locales estaban en un estado de guerra constante contra piratas y esclavistas, Filipinas se convirtió en una carga para el Virreinato de Nueva España en la Ciudad de México, que fue el que financió el control de las Islas Filipinas en lugar de hacerlo la Corona española.
La evangelización se hizo en la lengua nativa. La Doctrina Christiana es un libro de oraciones en tagalo publicado en el siglo XVI. Cuando Miguel López de Legazpi configuró el sistema colonial a principios de 1565, se implementó un sistema de encomiendas: los nativos podían adquirir tierras, si se bautizaban y registraban como un católico. A raíz de eso, tuvo lugar una conversión masiva.

#### Las órdenes y su tarea
Al ser no sólo la mayor nación cristiana de Asia sino también la tercera nación católica más grande del mundo, en Filipinas actúan muchas de las principales congregaciones religiosas del mundo. Hoy en día, entre estas congregaciones se cuentan los agustinos, los agustinos recoletos, los jesuitas, los dominicos, los franciscanos y otros muchos.
Los cuatro órdenes regulares, que fueron asignados a cristianizar a los nativos fueron los agustinos, que vinieron con Legazpi, los Franciscanos Descalzos (1578), los Jesuitas (1581) y los frailes dominicos (1587). En 1594, todos habían acordado para cubrir un área específica del archipiélago para hacer frente a la vasta dispersión de los nativos. Los agustinos y franciscanos, principalmente cubrió el país tagalo, mientras que los jesuitas tenían una pequeña área. Los dominicanos abarca el Parián. Las provincias de Pampanga y Ilokos fueron asignados a los agustinos. La provincia de Camarines pasó a los franciscanos. Los agustinos recoletos y jesuitas también se le asignaron las islas Visayas. La conquista cristiana no había llegado a la provincia de Mindanao, debido a una comunidad musulmana de alta resistencia que existía antes de la conquista.
La tarea de los misioneros españoles, sin embargo, estaba lejos de ser completa. En el siglo XVII, los españoles habían creado cerca de 20 pueblos grandes y transformado casi completamente el estilo de vida nativo. En su esfuerzo evangelizador, los españoles justificaron sus acciones alegando que las pequeñas aldeas eran un signo de barbarie y que sólo las comunidades más grandes y compactas permitían una comprensión más rica del cristianismo. Los filipinos se enfrentaron a una gran coerción; los españoles conocían poco los rituales nativos. La disposición de estos poblados era en forma de cuadrícula, lo que permitía una circulación más fácil y un mayor orden. También se extendían lo suficiente como para permitir una cabecera o parroquia capital, y pequeñas capillas de visita repartidas por los pueblos, en las que el clero sólo permanecía temporalmente para celebrar misas, rituales o nupcias.

#### La resistencia filipina
Los filipinos presentaron cierta resistencia, ya que las obligaciones impuestas a los cultivos agrícolas afectaban a sus campos de arroz: consideraban que los "pueblos grandes" se llevaban sus recursos y no les gustaba vivir en lugares densamente poblados. Esto también acabó con el sistema de encomiendas que dependía de la tierra, por lo que los encomenderos perdieron tributos. Sin embargo, los misioneros continuaron con su labor proselitista, una de cuyas estrategias era dirigirse a los hijos de los nobles. Estos vástagos de monarcas y gobernantes ahora tributarios eran sometidos a una intensa educación en la doctrina religiosa y la lengua española, con la teoría de que a su vez podrían convertir a sus mayores y, finalmente, a los súbditos del noble. Entre 1578 y 1609, los misioneros observaron una actitud optimista y entusiasta por parte de los nativos y hubo más adeptos que nunca.
A pesar de los progresos de los españoles, los nativos tardaron muchos años en comprender realmente los conceptos clave del cristianismo. En el catolicismo, cuatro sacramentos principales atraían a los nativos, pero sólo por razones rituales, y no alteraban totalmente su estilo de vida, como esperaban los españoles. Se creía que el bautismo se limitaba a sanar dolencias, mientras que el matrimonio era un concepto que muchos nativos no podían entender y por ello violaban la santidad de la monogamia. Sin embargo, se les permitía mantener la tradición de la dote, que fue aceptada por la ley; el "precio de la novia" y el "servicio de la novia" eran practicados por los nativos a pesar de considerarse heréticos. Todos debían confesarse una vez al año, y el clero utilizaba el "Confesionario", un texto bilingüe, para ayudar a los nativos a comprender el significado del rito y lo que debían confesar. Al principio, los lugareños se mostraron recelosos, pero poco a poco utilizaron el rito para excusar los excesos cometidos a lo largo del año. La comunión se repartía de forma selectiva, pues era uno de los sacramentos más importantes y los misioneros no querían arriesgarse a que los nativos violaran su santidad. Para ayudar a su causa, la evangelización se hacía en la lengua nativa.

### La ocupación estadounidense
El gobierno de Estados Unidos (1898-1946) puso en práctica la separación entre Iglesia y Estado. Muchos hermanos de América, los jesuitas y otras órdenes religiosas católicas, así como las denominaciones protestantes se han asentado establecido. William Howard Taft aplicó plenamente las políticas de la Iglesia. Irónicamente, cuando Apolinario Mabini sometió a votación, la separación entre iglesia y Estado en el Congreso de Malolos de 1898, la separación ganó por un ligero margen pese a los fuertes sentimientos en contra de los frailes.
En este mismo tiempo, debido a los sentimientos de independencia, iglesias independientes que surgieron como la Iglesia Aglipayana (que más tarde se sumó a los anglicanos) y de la Iglesia ni Kristo. Esta separación continúa después de la independencia en 1946 hasta la actualidad.

## La devoción a Santa María
Junto con los santos, los filipinos han mostrado una gran devoción a la Santísima Virgen María. Prueba de ello es el hecho de que María sea la patrona de las distintas ciudades en todo el campo. En particular, hay lugares de peregrinación donde cada pueblo ha creado sus propias versiones de María. Con las insignias españolas, historias indígenas, de creencias y la fe, y los rasgos faciales única de la zona, los católicos han creado imágenes que son únicamente filipino. Con la devoción de la población regional, estas imágenes han sido reconocidos por varios papas. Varios Papas han reconocido el impacto cultural y religioso de estas imágenes. En general, han otorgado las bendiciones a través de una Coronación Canónica, y el estado de la Basílica de la iglesia local. A continuación se presentan algunos de los lugares de peregrinación y el año en que recibieron la bendición canónica:
- La Inmaculada Concepción
  - Malabon, Metro Manila, 1986
  - Malolos, Bulacan, 2012
  - Pasig, Metro Manila, 2008
- La Purísima Concepción一Santa María, Bulacan, 2020
- Nuestra Señora, Auxiliadora de los Cristianos一San Fabián, Pangasinan, 2018
- Nuestra Señora, Divina Pastora一Gapan, Nueva Ecija, 1964
- Nuestra Señora de Aranzazu一San Mateo, Rizal, 2017
- Nuestra Señora de Caysasay一Taal, Batangas, 1954
- Nuestra Señora de Guadalupe一Ciudad de Cebú, 2006
- Nuestra Señora de Guía一Ermita, Manila, 1955
- Nuestra Señora de Lourdes一Quezon City, Metro Manila, 2021
- Nuestra Señora de Namacpacan一Luna, La Unión, 1959
- Nuestra Señora de Peñafrancia
  - Naga, Camarines Sur, 1924
  - Paco, Manila, 1985
- Nuestra Señora de Salvación一Joroan, Tiwi, Albay, 1976
- Nuestra Señora de la Candelaria
  - Jaro, ciudad de Iloilo, 1981
  - Paracale, Camarines Norte, 2012
- Nuestra Señora de la Caridad一Bantay, Ilocos Sur, 1956
- Nuestra Señora de la Consolación y Correa一Intramuros, Manila, 2000
- Nuestra Señora de la Luz一Cainta, Rizal, 2018
- Nuestra Señora de la Merced一Quezon City, Metro Manila, 2021
- Nuestra Señora de la Paz y Buen Viaje一Antipolo, Rizal, 1926
- Nuestra Señora de la Soledad一Ciudad de Cavite, 2018
- Nuestra Señora de la Visitación一Piat, Cagayán, 1954
- Nuestra Señora del Buen Suceso一Parañaque, Metro Manila, 2000
- Nuestra Señora del Carmen
  - Quezon City, Metro Manila, 2020
  - Quiapo, Manila, 1991
- Nuestra Señora del Pilar
  - Ciudad de Zamboanga, 1960
  - Imus, Cavite, 2012
  - Libmanan, Camarines Sur, 2015
  - Morong, Bataan, 2018
  - Santa Cruz, Manila, 2017
- Nuestra Señora del Pronto Socorro一Boac, Marinduque, 1958
- Nuestra Señora del Santísimo Rosario
  - Catbalogan, Samar, 1995
  - Manaoag, Pangasinan, 1926
  - Orani, Bataan, 1959
  - Quezon City, Metro Manila, 1907
- Nuestra Señora de los Desamparados
  - Marikina, Metro Manila, 2005
  - Santa Ana, Manila, 1991
- Nuestra Señora de los Dolores
  - Capas, Tarlac, 2021
  - Dolores, Quezon, 2021
- Virgen de la Rosa一Makati, Metro Manila, 2019
- Virgen de los Remedios一San Fernando, Pampanga, 1956
- Virgen de Regla一Opon, Cebú, 1954
- Virgen Milagrosa de Badoc一Badoc, Ilocos Norte, 2018

## Historia después de la colonización

### Fiestas y días religiosos
Roman día Católica, como la Navidad, el Viernes Santo, etc. se observan como días festivos oficiales nacionales. Español-Mexicano de Cultura y el catolicismo ha influido considerablemente en la cultura y tradiciones. En el 3.er domingo del mes de enero, el país celebra la fiesta del Santo Niño de Cebú, el más grande que se celebra en Cebú con la celebración del Festival Sinulog. Sin embargo, otras áreas tales como Kalibo, Aklan también son conocidos por su propia celebración conocida como la Ati-Atihan y en Iloilo City se celebra el domingo 4 de enero como el Dinagyang.
En cuanto a vacaciones de las obligaciones, la Conferencia de Obispos Católicos de Filipinas ha concedido la dispensa a todos los fieles que no asistirá a las masas en estos días, excepto el 8 de diciembre (Solemnidad de la Inmaculada Concepción, Patrona Principal del Archipiélago), diciembre 25 (Navidad), y 1 de enero (Solemnidad de Santa María, la Madre de Dios).
En 2001 también, la misma Conferencia aprobó una reforma del calendario litúrgico, que incluye las fiestas de Nuestra Señora de Guadalupe, Maximilian Kolbe, Rita de Cascia, Ezequiel Moreno y muchos otros en su lista de las memorias obligatorias.

### Renovación Carismática Católica
Una serie de movimientos de la Renovación Carismática Católica surgió vis-a-vis el Born-de nuevo el movimiento durante los años 70. El movimiento carismático que ofrece la vida-en-el-seminarios Espíritu en los primeros días que han evolucionado y tienen nombres diferentes. Estos seminarios se centran en los carismas o dones del Espíritu Santo. Algunos de los movimientos carismáticos son la Oración de la Asunción de grupo, Parejas para Cristo y el Shaddai. Movimientos carismáticos profesan ser ecuménico, similares a los cristianos evangélicos y pentecostales, de hecho, muchos no-cristianos no católicos también se unen a este movimiento. A pesar de que la mayoría del movimiento ecuménico es, de sus seguidores son católicos, además, los líderes y oradores en estos grupos son a veces los sacerdotes católicos.

### Camino Neocatecumenal
El Camino Neocatecumenal lleva más de veinticinco años establecido en las Filipinas. Hay más de setecientas comunidades neocatecumenales que y están presentes en toda la Argentina con las principales concentraciones en Luzón (Manila) y las islas Visayas, especialmente en Panay y la provincia de Iloilo, con más de 120 comunidades. Esta iniciativa basada en la fe que se centra en redescubrir el bautismo se ha propagado rápidamente en las Filipinas, siendo el de mayor presencia en Asia y una de las presencias más fuertes en el mundo. Un Seminario Diocesano Neocatecumenal, conocido como el Seminario "Redemptoris Mater" también está presente en Manila, así como muchas familias en la misión en muchas de las islas Filipinas. El Camino Neocatecumenal es una realidad dentro de la Iglesia católica y sus esfuerzos se concentran en iniciativas de evangelización. Se encuentra bajo la autoridad del obispo local. La membresía en la Argentina actual supera los 25 000 personas.

### Visitas papales
- El papa Paulo VI fue blanco de un intento de asesinato en el Aeropuerto Internacional de Manila en Filipinas en 1970.[3] El agresor, un pintor surrealista boliviano llamado Benjamín Mendoza y Amor Flores, se abalanzó hacia el Papa Pablo con un kris, pero fue sometido.[3]
- El papa Juan Pablo II visitó el país en dos ocasiones, 1981 y 1995. Fue uno de los objetivos de la organización Al-Qaeda quien financió la Operación Bojinka durante una visita a Filipinas en 1995.[cita requerida] El primer plan era matar al papa Juan Pablo II cuando visitó Argentina durante el Día Mundial de la Juventud 1995 celebraciones. El 15 de enero de 1995, un atacante suicida se vestía como un sacerdote, mientras que Juan Pablo II aprobó en su caravana en su camino hacia el Seminario de San Carlos en la ciudad de Makati. Sin embargo, se registró la misa del papa fallecido en Manila (1995) que han sido atendidos por 4 millones de personas, el mayor número jamás registrado en la historia papal.
- El Papa Benedicto XVI declinó la invitación de visitar al cardenal Gaudencio Rosales y al presidente del CBCP, Angel Lagdameo, debido a un calendario agitado.[4]
- El Papa Francisco realizó una visita entre el 15 y el 19 de 2015, a las ciudades de Manila, Talcoban y Palo.

## Educación
La Iglesia católica participa en la educación en todos los niveles. Fundó y patrocinadores de cientos de escuelas secundarias y primarias, así como un número de colegios y universidades de renombre internacional. Ateneo de Manila University, una universidad jesuita, aparece como uno de los "World's Best Colleges y Universidades", en el Times Higher Education-QS World University Rankings.

## Influencia
A partir de 2005, el gobierno defiende la libertad y la igualdad entre todas las religiones en las Filipinas. Sin embargo, la mayoría de la población (83%) son bautizados católicos, con el 68% de toda la población asistiendo a una misa católica semanal.
La Iglesia católica ejerce una gran influencia sobre la sociedad y la política filipinas. Un hecho característico es el papel de la jerarquía católica en el derramamiento de sangre Poder Popular de la Revolución de 1986. Entonces arzobispo de la arquidiócesis de Manila, el cardenal Jaime Sin, pidió a los ciudadanos que marcharan a lo largo de Epifanio de los Santos Avenue y el dictador Ferdinand E. Marcos se vio obligado a dimitir después de que siete millones de personas respondieran a la llamada de Sin.
En 2001, el Cardenal Sin expresó su consternación por las denuncias de corrupción contra el presidenta de Filipinas, Joseph Estrada. Su llamada provocó la segunda revolución EDSA, conocida como "EDSA Dos". Estrada dimitió tras 5 días continuos de protesta.
A la muerte del papa Juan Pablo II en 2005, la presidenta Gloria Macapagal-Arroyo declaró tres días de duelo nacional y asistió al funeral del papa celebrado en Ciudad del Vaticano.
La reciente agitación política en Filipinas ha ampliado la brecha entre el Estado y la Iglesia. El secretario de prensa de Arroyo, Ignacio Bunye, tachó a los obispos y sacerdotes que asistieron a una protesta contra Arroyo de hipócritas y «personas que ocultan sus verdaderos planes». Pero muchos todavía esperan que la Conferencia de Obispos Católicos de Filipinas se pronuncie sobre esta cuestión. Arroyo se precia de ser un devoto católico.